# Crenicichla cyclostoma
Crenicichla cyclostoma är en fiskart som beskrevs av Ploeg, 1986. Crenicichla cyclostoma ingår i släktet Crenicichla och familjen Cichlidae. Inga underarter finns listade i Catalogue of Life.